# Titidiops melanosternus
Titidiops melanosternus là một loài nhện trong họ Thomisidae.
Loài này thuộc chi Titidiops. Titidiops melanosternus được Cândido Firmino de Mello-Leitão miêu tả năm 1929.